# Supercupa Europei 1983
Supercupa Europei 1983 a fost un meci disputat în două manșe de către câștigătorea Cupei Campionilor Europeni, Hamburger SV și câștigătoarea Cupei Cupelor UEFA, Aberdeen FC.

## Detalii

### Prima manșă
| Hamburger SV | 0 – 0 | Aberdeen |
| ------------ | ----- | -------- |
|              |       |          |

### A doua manșă
| Aberdeen               | 2 – 0 | Hamburger SV |
| ---------------------- | ----- | ------------ |
| Simpson 47' McGhee 65' |       |              |

Aberdeen a câștigat 2–0 la general.
| Supercupa Europei 1983 |
| ---------------------- |
| Scoția                 |
| Aberdeen Primul titlu  |